# Locomotiva FS E.424

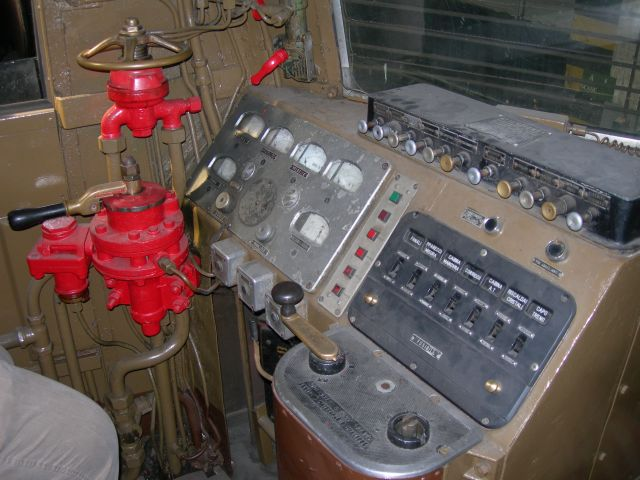
Il banco di guida della locomotiva.

La locomotiva E.424 è una locomotiva elettrica a corrente continua, a 3 kV, delle Ferrovie dello Stato. Nacque successivamente al gruppo E.636 di cui riprese l'aspetto di massima.

## Storia
Già negli anni trenta l'ingegner Bianchi, padre della trazione elettrica in continua in Italia, aveva progettato diversi tipi di locomotive tra cui una piccola macchina a 4 assi motori universale per servizi merci e viaggiatori a velocità fino a 90 km/h.
Lo sviluppo della E.326 e della E.428 aveva poi fatto passare in secondo piano il progetto di questa macchina a rodiggio Bo' Bo'.
Fu a partire dalla realizzazione dell'E.636 che venne rimessa in discussione l'idea: infatti venne ripresa l'idea del riutilizzo unificato delle parti meccaniche della E.636 (progetto di cui fece parte l'ingegner D'Arbela, già noto per il suo separatore adottato sul gruppo E.428).
Sul nuovo gruppo E.424 venne adottata tutta una serie di accorgimenti e parti già utilizzate sulle E.636, tipo di carrello e sospensione, tipo di motori, utilizzo della saldatura delle parti della cassa, e l'applicazione dell'avviatore automatico, già sperimentato sulle automotrici di allora.
Tra il 1943 e il 1944 alla Breda vennero costruite le unità prototipo 001-003. Ma solo con la fine della seconda guerra mondiale poté iniziare la produzione vera e propria di E.424.
Dopo i primi tre prototipi motorizzati con motori della E.636, tra cui l'unità 003, danneggiata dai bombardamenti, l'inizio della produzione in serie venne reso possibile grazie agli stanziamenti del piano U.N.R.R.A. (United Nation Relief and Rehabilitation Administration). La costruzione delle locomotive fu ripartita tra Breda, Officine Reggiane/Ercole Marelli, Officine di Savigliano, Tecnomasio Italiano-Brown-Boveri, OM/CGE e Ansaldo.
A partire dal 1987 un certo numero di unità è stato trasformato per l'uso con treni reversibili (navetta), attuando in fondo la vocazione originaria del gruppo, ricevendo in tale occasione la livrea MDVE e successivamente quella XMPR.
Nel 2001 sono cessati definitivamente i servizi delle macchine non trasformate, tutte concentrate presso il deposito di Alessandria. Le unità navetta sopravvissero ancora alcuni anni, ma vennero infine ritirate dal servizio regolare nei primi mesi del 2008, a causa dei costi di manutenzione divenuti eccessivi, dell'antieconomica installazione delle nuove apparecchiature di sicurezza (come l'SCMT) ma soprattutto per via della progressiva immissione in servizio delle moderne E.464.
Alcune unità del gruppo sono state preservate a fini storico-museali, nella fattispecie:
- la E.424.005, accantonata a Pistoia nel 1990 e ripristinata in occasione del 140º anniversario della ferrovia Porrettana attingendo pezzi dalle demolende 003 e 004. Attualmente è l'unica unità a eccitazione composta attiva del gruppo e l'unica locomotiva elettrica che ha mantenuto in opera il "separatore D'Arbela". È affidata all'associazione Italvapore, che ha sede proprio nell'ex deposito di appartenenza della macchina.
- la E.424.049, già trasformata per il servizio navetta con numerazione E.424.249, riportata dai membri dell'Associazione Treni Storici Puglia (ATSP) di Taranto all'aspetto estetico di origine, con ripristino delle due saracinesche del bagagliaio nonché della livrea bitonale Castano-Isabella.
- la E.424.075, unità non trasformata ex Alessandria. Nel 2001, a fine carriera, è passata sotto la custodia del FERALP di Bussoleno.

Altre due macchine, la 243 e la 302, sono giunte a fine carriera in livrea MDVE, la prima riverniciata sempre dall'ATSP di Taranto, sarà poi successivamente demolita, mentre la seconda non ha mai ricevuto l'XMPR in fase di revisione e nemmeno i nuovi loghi aziendali adottati a partire dal 1994, ma poi nonostante ciò è stata demolita.

## Caratteristiche
La cabina venne prevista a cassa unica con un comparto bagagliaio, che però non venne mai utilizzato, munito di saracinesche ai lati.
La porta frontale intercomunicante, prevista per l'uso a comando multiplo, non utilizzata a causa della pericolosità in marcia venne presto abolita, anche dietro le pressioni sindacali.

### Parte meccanica
I carrelli montati furono del tipo I 1250 FS uguali a quelli sulle E.636 con adozione di boccole a rulli cilindrici a partire dal 1946. La trasmissione del moto avviene mediante albero cavo e pacchi molle. 
Diversi rapporti di trasmissione:
sulle macchine con motori 32-R200 inizialmente 21/65 con velocità massima 95 km/h e innalzamento a 100 km/h dal 1948;
sulle macchine con motori 92-250, rapporto 16/65 e velocità massima 100 km/h.
Il prototipo E.424.003 dal 1946 al 1948 fu dotato del rapporto 20/65 con velocità massima di 120 km/h; in seguito altre unità ebbero il rapporto 19/65.
L'impianto pneumatico è lo stesso delle E.636, con l'aggiunta del comando dell'avviatore automatico e del combinatore per l'indebolimento di campo.
All'inizio degli anni settanta fu aggiunto un pressostato di controllo della pressione nel circuito pneumatico per escludere il circuito di trazione con pressioni minori di 3,5 bar.

### Parte elettrica
Inizialmente furono installati i motori tipo 32-R200; a partire dal 1949 le locomotive sono state costruite con motore tipo 92, alcune a due gradi di indebolimento di campo e altre a cinque gradi di shunt (questa fu la soluzione poi adottata definitivamente). Tra le prime modifiche attuate vi fu in seguito la sostituzione, nelle prime serie di locomotive, dei motori di trazione tipo 32-R200 con i nuovi, tipo 92-250.
La differenza più evidente tra i motori tipo 32 e quelli tipo 92, ambedue con quattro poli principali e quattro ausiliari, è che i primi hanno due gruppi di spazzole al collettore e non hanno avvolgimenti compensatori; i secondi hanno 4 gruppi di spazzole e gli avvolgimenti compensatori.
I pantografi inizialmente furono del tipo 42 LR; in seguito del tipo 52.
La protezione dal sovraccarico fu attuata con il separatore D'Arbela, sostituito più tardi da interruttori extra rapidi. I contattori di linea furono montati del tipo 42/400 e del tipo 52/200 per l'esclusione del reostato e la combinazione dei motori.
Il reostato presentava elementi raggruppati in 14 pacchi di resistenze racchiusi in casse a ventilazione forzata durante gli avviamenti.
Il circuito di comando e blocco era alimentato a 24 V tramite le batterie di bordo.

## Le varie modifiche

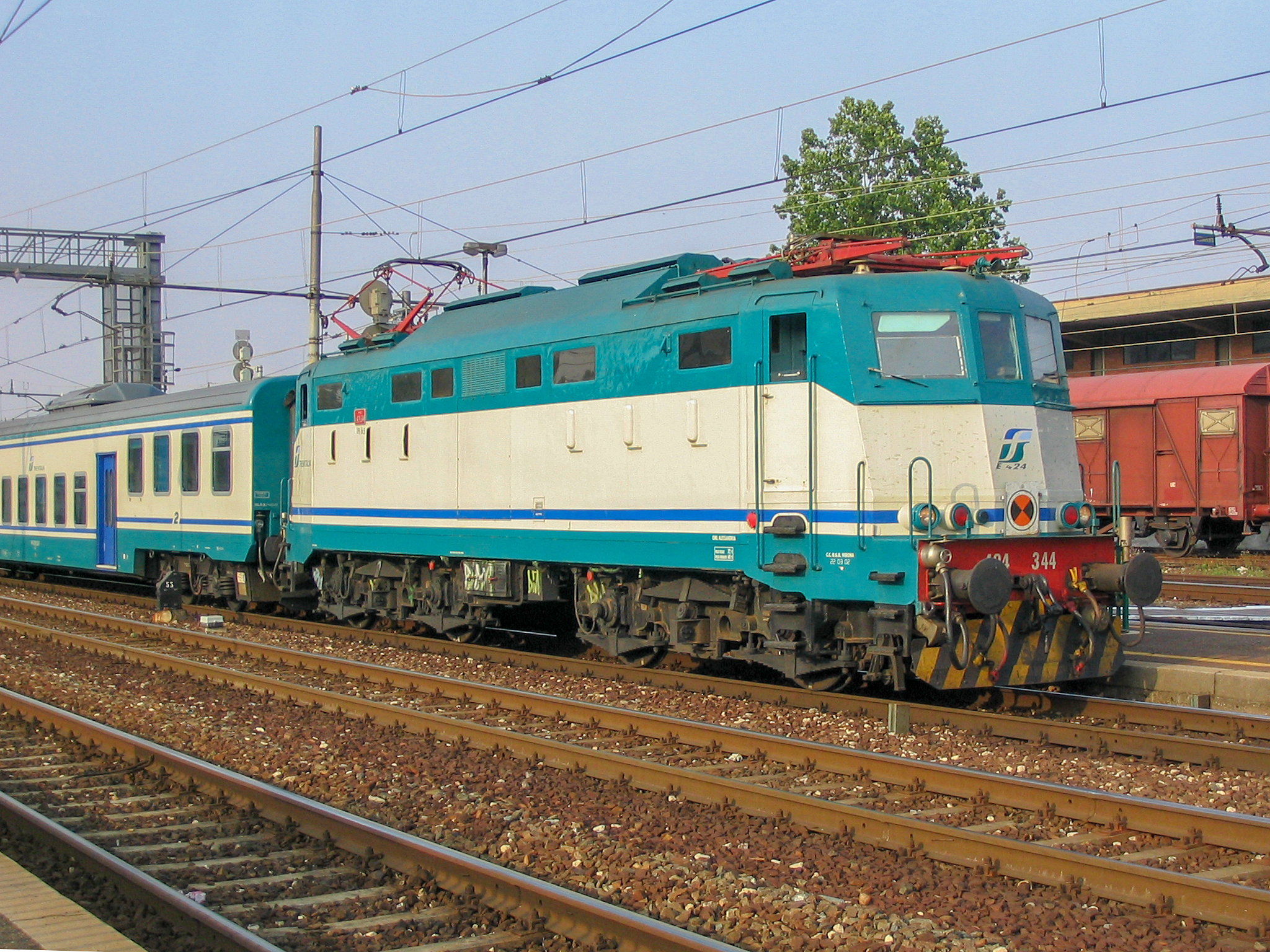
E.424.344 in livrea XMPR alla stazione di Milano Greco Pirelli.

### Le E.424 a eccitazione composta
Una decina di locomotive sono uscite di fabbrica con i nuovi motori 92, con applicata l'eccitazione composta e un utilizzo a recupero di energia e frenatura elettrica, ma la soluzione pur soddisfacente è stata abbandonata.
L'eccitazione composta dei motori elettrici era ottenuta con due avvolgimenti, uno in serie all'indotto del motore, uno a una sorgente esterna regolata da un reostato.
La condotta della locomotiva risultava più regolabile dopo l'avviamento reostatico. Il controllo di velocità mediante la regolazione della corrente di eccitazione risultava più efficace ed era possibile la frenatura "elettrica", passando in fase di recupero di energia nella quale si crea una forza controelettromotrice che aumenta fino all'inversione della corrente dai motori che, quindi, diventano generatori. Tale azione doveva essere limitata al valore limite di tensione in linea di 3800 V, oltre il quale il macchinista doveva diminuire la corrente di eccitazione per evitare l'intervento della protezione tarata a 4 200 V.

### La E.434.068 sperimentale
Nel novembre del 1954 la locomotiva E.424.068 fu modificata e divenne l'unico esemplare della serie E 434.
Fu dotata di carrelli Im 1250 equipaggiati col motore di nuova progettazione, 82-333 a 6 poli e doppio avvolgimento indotto connesso in serie; i motori grazie alla classe di isolamento superiore erano in grado di assorbire una corrente fino a 333 A ed erano alimentabili a 750 V.
Fu adottata la nuova trasmissione ad "anello danzante" che in seguito sarebbe divenuta l'asso nella manica del progetto 646. Con un rapporto di trasmissione 20/69 raggiungeva una velocità di 110 km/h con un guadagno di potenza superiore al 30% rispetto a una normale E.424 (2000 Kw contro 1500). La E.434 non ebbe seguito anche se servì da banco di prova per molte soluzioni adottate poi nelle E.646. Nel maggio del 1974, finito il ciclo delle prove, la motrice fu riconvertita in E.424.068.

### L'uso per treni navetta

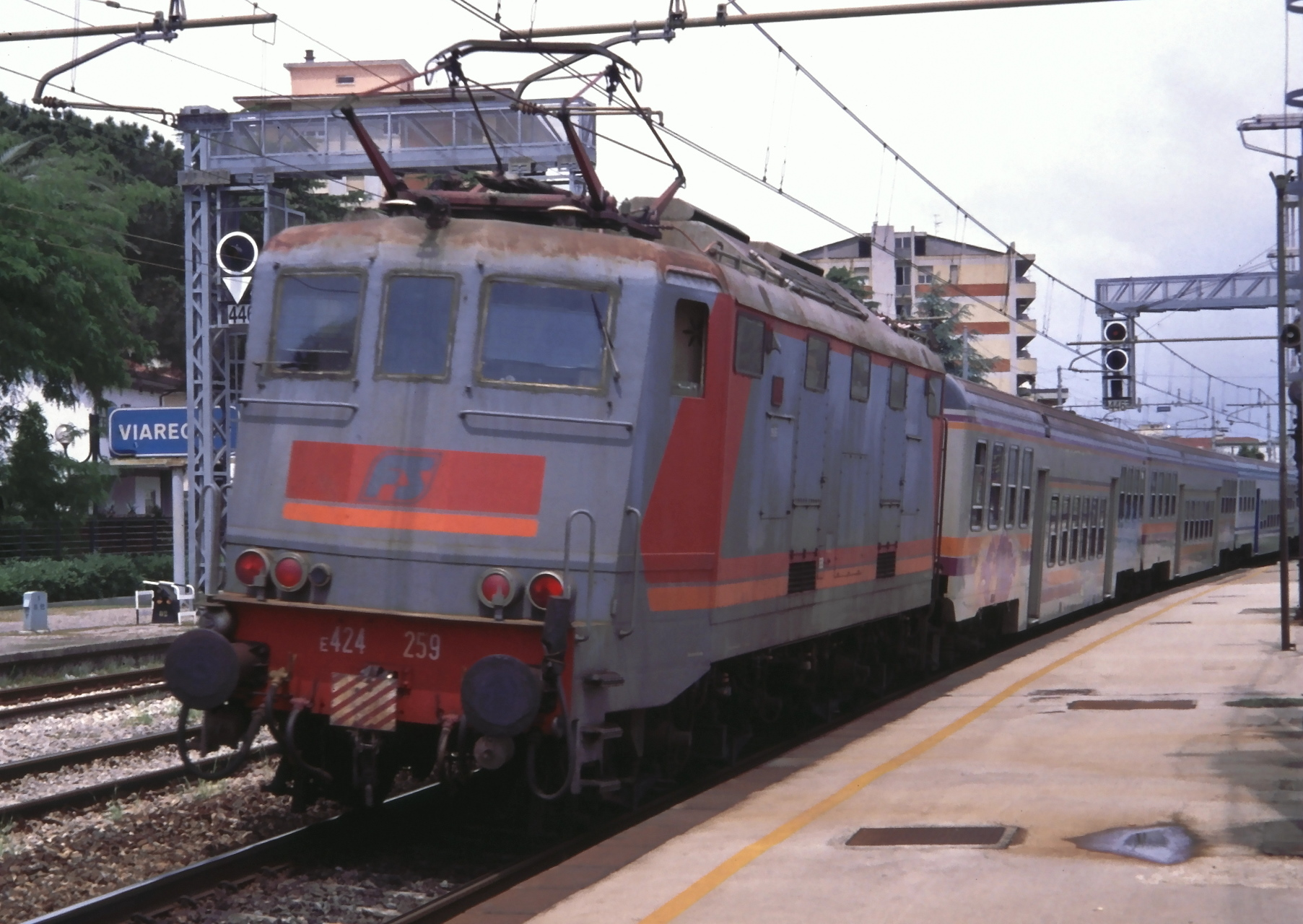
E.424.259 in livrea navetta a Viareggio.

Già nell'anteguerra vennero istituiti i servizi navetta con treni a composizione bloccata con una locomotiva ed una vettura pilota alle due estremità. All'inizio erano dotati di impianto citofonico, con cui il macchinista di testa impartiva gli ordini all'agente sulla macchina di spinta in coda.
In tempi successivi, a partire dal 1986 e fino al 1993, superata la diffidenza per l'uso in telecomando del mezzo di trazione, sulla scia della trasformazione operata sulle E.646 e facilitata dalla presenza dell'avviatore automatico, 105 E.424 vennero trasformate in locomotive per treni navetta telecomandabili dalla carrozza semipilota. La trasformazione portò varie modifiche: parte delle macchine aveva già l'apparecchiatura per la ripetizione segnali a bordo del tipo a 4 codici, l'impianto di comunicazione terra-treno e il dispositivo antislittamento; vennero aggiunti il dispositivo di controllo blocco porte, il controllo delle sospensioni pneumatiche delle rimorchiate, i gruppi ottici con fanali bianchi e rossi e l'accoppiatore a 78 poli.
Venne soppressa la saracinesca laterale e cambiata la livrea da castano-isabella a tipo MDVE.
Il numero progressivo venne modificato sommando 200 al numero originario della locomotiva.